# Kohei Hattori
Kohei Hattori (født 4. april 1991) er en japansk fodboldspiller, som spiller for den japanske fodboldklub Matsumoto Yamaga FC.